# Хорошхин, Александр Павлович
Алекса́ндр Па́влович Хоро́шхин (1841—1875) — подполковник Уральского казачьего войска, участник Среднеазиатских походов, этнограф, дипломат и военный писатель.

## Биография
Александр Павлович Хорошхин происходит из дворян Уральского (бывшего Яицкого) казачьего войска. Своё детство провел на Нижне-Уральской линии, в центре калмыцкого национального очага, а затем воспитывался в Азиатском отделении Оренбургского Неплюевского кадетского корпуса, куда поступил в 1853 году. В корпусе Хорошхин превосходно изучил восточные (прежде всего — тюркские) языки, преподавание которых велось главным образом практически и притом отличными учителями.
Произведённый 16 июня 1859 года в чин хорунжего, Хорошхин, по требованию наказного атамана А.Д. Столыпина, возвратился в родное войско для работы в Хозяйственном правлении. Печатался в «Оренбургских губернских ведомостях» под псевдонимом «Тарас Созонтов». Некоторое время был секретарём Уральской войсковой комиссии.
В 1863 году Хорошхин получил назначение в 1-й Уральский казачий полк, расквартированный в Одесском военном округе.
В 1865 году Хорошхин, в чине есаула, по собственному желанию получил назначение в Туркестанский край. В начале 1866 года есаул Хорошхин, в составе Первой уральской сотни, походным маршем проследовал из Оренбурга в Ташкент. Поход продлился почти полгода: приходилось принимать участие в вооруженных конфликтах и охране беспокойных территорий, часть казаков в дороге заболела тифом. В Туркестанском военном округе (командующий — генерал К.П. фон Кауфман) Хорошхин занимал различные должности по военно-народному управлению, а в 1868 году принял участие в Бухарской экспедиции. Во время этого похода афганцы, эмигрировавшие в Россию, составляли отдельный отряд; начальство над ним принял Хорошхин и 14 августа 1870 года отличился при взятии городов Шаара и Китаба.
В 1873 году, по установлении русского протектората над Хивой, Хорошхин состоял в Особом совете, учреждённом генералом Кауфманом при хивинском хане. Особый совет собирался в одном из пригородных садов. Среди обсуждаемых и решённых вопросов было освобождение рабов в Хивинском ханстве. Должность в особом совете дала Хорошхину полную возможность собрать богатый этнографический и статистический материал, который принёс ему немалую пользу в последующих трудах. 
С научной целью Хорошхин объездил весь Туркестан.
В 1874 году часть северных афганцев отпала от союза с Россией. Хорошхин, посланный с небольшим конным отрядом, в короткое время восстановил спокойствие.
25 августа 1875 года, в сражении с кокандцами под Махрамом, после взятия укрепленной позиции, Хорошхин с небольшой партией казаков бросился преследовать противника на 15 верст, но неожиданно очутился перед сильным отрядом врага. В заметке из «Туркестанских ведомостей», на страницах которых Хорошхин неоднократно печатался, на следующий день напишут, «что многие видели, как он с 3—4 казаками врубился в толпу». Хорошхин и его казаки были изрублены, один сильно ранен; тело Хорошхина нашли в степи и похоронили на православном кладбище, в братской могиле героев-скобелевцев.
Хорошхин был награждён орденами Святой Анны 4-й степени, Святой Анны 3-й степени с мечами и бантом, Святого Станислава 2-й степени с мечами и императорской короной. А. Н. Куропаткин вспоминал:

Хорошхин был уже немолодой офицер, умный, образованный, считавшийся поэтом в своем войске. <…> Он отлично говорил по-киргизски, был знаком со степью и тотчас же, как мы выехали, сделал из меня самого внимательного ученика. Все, что мы видели, служило предметом его объяснений, и природа и люди. Он же продиктовал мне и заставил выучить сотню киргизских слов, наиболее необходимых для путешествия по степи. Большим недостатком Хорошхина была страсть к водке. Уже тогда он был трудно исправимым алкоголиком.— https://vk.com/wall84563500_1153
Его брат, генерал-лейтенант М.П. Хорошхин (1844—1898), также определённое время служил по Уральскому казачьему войску, затем в Главном штабе (Санкт-Петербург), был наказным атаманом Забайкальского казачьего войска и военным губернатором Забайкальской области, был автором нескольких работ по истории казачьих войск. Он же опубликовал ряд научных работ Александра Павловича посмертно.

## Печатные работы
Кроме многочисленных, но небольших по объёму статей (до 70), помещённых во многих периодических изданиях, Александру Павловичу Хорошхину принадлежат следующие капитальные труды по топографии, этнографии и статистике Туркестанского края:
- «Сборник статей, касающихся до Туркестанского края» (с предисловием Н. А. Маева, СПб., 1876);
- «Народы Средней Азии» («Туркестанские ведомости», 1871 г., № 9 и 10);
- «Туркестан» («Военный сборник», 1873 г., № 3);
- «Шамды или Талы» («Военный сборник», 1873 г., № 4).